# Lepturges seabrai
Lepturges seabrai là một loài bọ cánh cứng trong họ Cerambycidae.